# Inspektorat Tarnów Armii Krajowej
Inspektorat Tarnów AK – terenowa struktura Okręgu Kraków AK.

## Skład organizacyjny

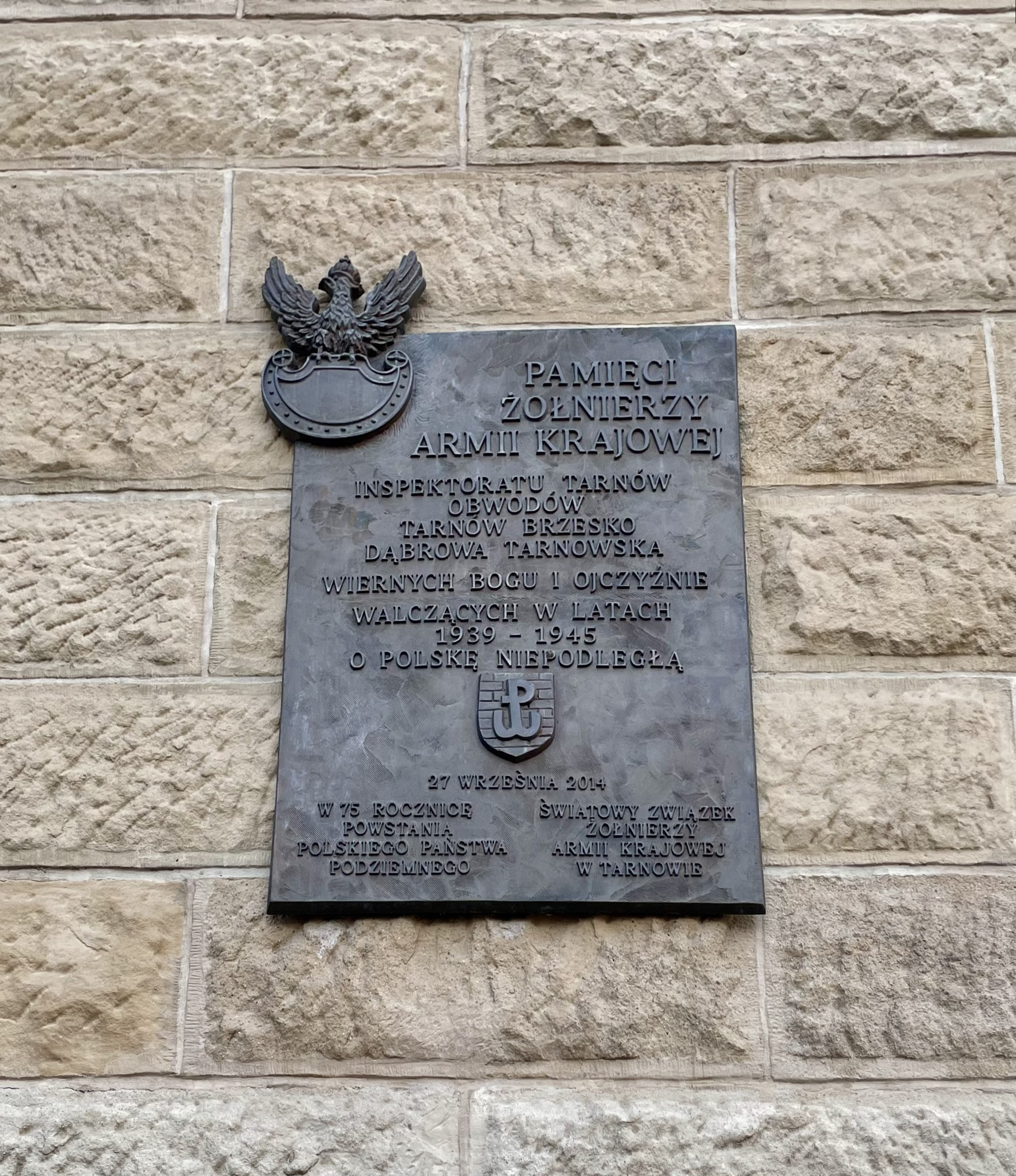
Tablica upamiętniająca Inspektorat Tarnów AK na fasadzie budynku Kasy Oszczędności w Tarnowie

Organizacja w 1944:
- Obwód Tarnów
- Obwód Brzesko
- Obwód Dąbrowa Tarnowska